# 歐陸節拍
欧陆节拍（英語：Eurobeat）是一种音乐类型，是两种起源于欧洲的舞曲音乐风格：一种是受意大利欧陆迪斯科影响的英国舞曲流行乐，另一种是以高能量音乐为主导的意大利迪斯科舞曲。这两种形式均在20世纪80年代发展起来。
制作人三人组斯斯托克·艾特肯·沃特曼和流行乐队Dead or Alive（直译：死或活）使欧陆节拍在美国和东南亚更加流行，在那里，欧陆节拍曾被称为高能量（hi-NRG，发音为“high energy”，直译：高能量）。在短时间内，它也与早期的自由式音乐和意大利迪斯科共享这个名称。
虽然源自欧洲，欧陆节拍传到日本后因为合成音乐及活泼的风格而大受欢迎，日本也成了欧洲节拍的主要市场。
歐陸節拍也因作為重野秀一的漫畫《頭文字D》的動畫版中賽車的配樂而廣為人知。
在早期，欧陆节拍的速度（BPM）大约在每分钟120拍左右。20世纪90年代，一种混合欧陆节拍与Happy hardcore的风格——《超级欧陆节拍》——出现，这种超级欧陆节拍成为日本各地啪啦啪啦舞厅的主流，速度也增加到150BPM或更高，也称为能量科技舞曲（Hyper techno）。2002年左右，这种风格又融合出神音乐形成了赛博出神（Cyber trance）。

## 代表歌手及組合

### 歐洲
- 理查德·艾斯利
- 戴夫·羅傑斯
- 肯·拉士洛
- 阿爾貝托·孔蒂尼
- 亞莉珊德拉·米爾卡·加蒂
- 布雷特·辛克萊爾
- 芭娜娜拉瑪
- 法比奧·利奧內
- 瓦倫蒂娜
- 丹妮拉·蓋利
- 克莉絲汀娜·庫奇
- 安·李
- 索尼婭
- 斯尼塔
- King & Queen
- 安德烈·古賓

### 美洲及澳洲地區
- 亞倫·福德
- 奇可·羅瑞洛
- 凱莉·米洛
- 傑森·多諾萬
- 泰勒·戴恩

### 日本
- V6
- 少年隊
- Wink
- 光GENJI
- 石川秀美
- 早見優
- 荻野目洋子
- 安西廣子（日语：安西ひろこ）
- 安室奈美恵
- MAX
- Folder5（日语：Folder5）
- 鈴木杏樹
- 杉本彩
- 少女隊
- 真弓倫子（日语：真弓倫子）
- 森川由加里（日语：森川由加里）
- 石川秀美
- Fairies

### 台灣
- 小虎隊
- 憂歡派對

## 脚注
1. ↑  Italy is a Eurobeat "Mecca" to either variant of Eurobeat; first produced in Italy[3]and West Germany.[3]；翻译：意大利是Eurobeat的“圣地”，也是Eurobeat两种变体音乐流派的发源地；它最早产生于意大利和西德。